# 貝恩冰原島峰
71°6′S 71°35′E / 71.100°S 71.583°E
貝恩冰原島峰（英語：Bain Nunatak）是南極洲的冰原島峰，位於麥克羅伯特森地的阿梅里冰架東側，屬於曼寧冰原島峰的一部分，以氣象觀測員命名，現時由南極條約體系管理。